# Tell Me I'm Alive
| Recensione | Giudizio |
| ---------- | -------- |
| Kerrang!   | 3/5      |

Tell Me I'm Alive è il nono album in studio della band pop punk statunitense All Time Low. È uscito il 17 marzo 2023 ed è il loro terzo album con l'etichetta Fueled by Ramen.
Lo stesso giorno è stato pubblicato un videoclip per la canzone Calm Down.

## Tracce
1. Tell Me I'm Alive – 2:35 (Andrew Goldstein, Alex Gaskarth, Jack Barakat)
2. Modern Love – 3:14 (Alex Gaskarth, Dan Swank, Jack Barakat, Phil Gornell)
3. Are You There? – 3:12 (Alex Gaskarth, Zakk Cervini)
4. Sleepwalking – 3:07 (Andrew Goldstein, Alex Gaskarth, Jack Barakat)
5. Calm Down – 3:14 (Alex Gaskarth, Andrew Goldstein, Nolan Sipe, Sam Farrar, Sean Van Vleet)
6. English Blood // American Heartache – 3:16 (Alex Gaskarth, Dan Swank, Jack Barakat, Phil Gornell)
7. The Sound of Letting Go – 2:39 (Alex Gaskarth, Andrew Goldstein)
8. New Religion (feat. Teddy Swims) – 3:04 (Alex Gaskarth, Dan Book, Jack Barakat)
9. The Way You Miss Me – 3:40 (Alex Gaskarth, Andrew Goldstein)
10. I'd Be Fine (If I Never Saw You Again) – 2:59 (Alex Gaskarth, Zakk Cervini)
11. Kill Ur Vibe – 3:30 (Alex Gaskarth, Zakk Cervini)
12. The Other Side – 2:47 (Alex Gaskarth, Bonnie McKee, Zakk Cervini)
13. Lost Along the Way – 3:40 (Alex Gaskarth, Zakk Cervini)

Durata totale: 40:57

## Formazione
All Time Low
- Alex Gaskarth − voce solista, chitarre
- Jack Barakat − chitarra solista, cori
- Zack Merrick − basso, cori
- Rian Dawson − batteria, percussioni

Musicisti aggiuntivi
- Jaten Dimsdale − voce (traccia 8)